# كاثلين سكوت
إيديت آغنيس كاثلين يونغ، البارونة كينيت، عضو في الجمعية الملكية للنحاتين (بروس قبل الزواج، سكوت سابقًا، 27 مارس عام 1878- 25 يوليو عام 1947) نحاتة بريطانية. تدربت في لندن وباريس وأنتجت الكثير من الأعمال، بشكل خاص تماثيل تجسد صور العديد من الشخصيات بالإضافة إلى عدد من الصروح التذكارية العامة بحجوم أكبر. شملت تلك الأعمال أيضًا نصبًا تذكارية حربية بالإضافة إلى تماثيل لزوجها الأول المستكشف في أنتاركتيكا الكابتن «روبرت فالكون سكوت». على الرغم من أن قاموس أوكسفورد للسيرة الوطنية وصفها بأنها «أهم نحاتة بريطانية امرأة وأكثرهن إنتاجًا قبل باربرا هيبورث»، إلا أن أسلوبها التقليدي في النحت وعداءها للعمل الفني المجرد، على سبيل المثال أعمال جاكوب إبستاين وهنري مور، كانا سببًا في قلة الاعتراف بإنجازاتها الفنية.
كانت كاثلين سكوت والدة كل من السير بيتر سكوت الرسام وعالم الطبيعة، والكاتب والسياسي وايلاند يونغ الذي أنجبته من زوجها الثاني إدوارد هيلتون يونغ.

## سيرة ذاتية

### حياتها المبكرة
ولدت كاثلين سكوت في كارلتون في ليندريك نوتنغهامشاير وكانت الصغرى بين 11 طفل لكاهن كنيسة إنكلترا لويد ستيورات بروس (1886-1829) وزوجته الأولى جين سكين (نحو 1880-1828) التي كانت فنانة هاوية. أصبحت كاثلين يتيمة في عمر الثامنة فتولى أحد الأقرباء رعايتها ويدعى ويليام فوربس سكين في إيدينبرغ حيث التحقت بمدرسة القديس جورج قبل إرسالها إلى مدارس داخلية في إنجلترا بما في ذلك مدرسة دير تديرها مجموعة من الراهبات.

### باريس ومقدونيا
درست سكوت في مدرسة سليد للفنون الجميلة في لندن منذ عام 1900 وحتى عام 1902. التحقت بعد ذلك مع اثنين من زملائها هما جيسي غافين وإيلين غراي بأكاديمية كولاروسي في باريس. على الرغم من حضور سكوت لبعض حصص التصميم في مدرسة سليد إلا أنها ركزت كل اهتمامها في أكاديمية كولاروسي على النحت، وفي غضون ثلاثة أشهر اختير تمثال صغير من تصميمها يجسد أم وطفلها ليعرض في معرض «باريس صالون» حيث فاز بميدالية. كونت صداقة مع النحات الفرنسي أوغست رودين الذي بالرغم من عدم قبوله طلاب بشكل رسمي في تلك الفترة إلا أنه وافق على أن يكون مرشدًا لسكوت وسمح لها بزيارته في الاستديو الخاص به بشكل دوري. قابلت سكوت في فرنسا آليستر كراولي الذي كتب العديد من القصائد عنها وجيرترود ستاين وكذلك المصور إدوارد ستايكن وإيسادورا دانكان والتقت لفترة قصيرة جدًا بالفنان بابلو بيكاسو. أصبحت سكوت صديقة لدانكان وسافرتا معًا في عام 1903 إلى بلجيكا وهولندا.
في ديسمبر عام 1903 وبعد انتفاضة «ليندين» انضمت سكوت إلى حملة الإغاثة في مقدونيا وتولت مهامًا لوجستية وبعض أعمال التمريض الرئيسية في معسكرات اللاجئين. أصيبت سكوت في فبراير من عام 1904 بالأنفلونزا، ومن المرجح أن تكون حمى التيفوئيد التي كادت تودي بحياتها. قررت العودة إلى باريس بعد تعافيها فركبت على متن ناقلة شحن إلى مارسيليا وعندما وجدت نفسها المرأة الوحيدة على متن السفينة نزلت في نابولي وبقيت لبعض الأشهر في فلورنسا قبل عودتها إلى باريس وافتتاحها للاستديو الخاص بها من جديد. أمضت سكوت صيف عام 1906 في نوردويجك في هولندا لدعم صديقتها الحبلى إيسادورا دانكان وبقيت بعد ذلك وقتًا قصيرًا على جزيرة بالقرب من ميثانا في اليونان قبل انتقالها إلى لندن.

### زواجها من روبرت فالكون سكوت
أخذت سكوت شقة في شين ووك في لندن ونفذت سلسلة من التماثيل جسدت في معظمها شخصيات شبابية. تعرفت سكوت على جورج برنارد شو وماكس بيربوم وجي. إم باري الذي اشترت منزله فيما بعد. في مرحلة من المراحل أصبحت مريضة للغاية بسبب كيس في البطن واعتقد أن موتها مرجح لكنها تعافت وساعدت جارتها التي تسكن في الطابق العلوي فوقها وتعمل كقابلة ضمن المنطقة في تلقي المكالمات الهاتفية لتوليد الأطفال في المنازل.
قابلت الكابتن روبرت فالكون سكوت في أكتوبر من عام 1907 في حفلة شاي وكانت قد التقت به بشكل عابر خلال غداء أقامته الممثلة مابيل بيردسلي قبل عدة أشهر. أمضى الاثنان عشرة أيام سويًا قبل أن يغادر روبرت لندن ليلتحق بواجباته البحرية وقرر الاثنان الزواج خلال شهر. أقيم حفل الزفاف في 2 سبتمبر من عام 1908 في الكنيسة الملكية في قصر هامبتون كورت بعدد حضور بلغ 150 ضيف. أخذ الزوجان منزلًا على طريق قصر باكينغهام في لندن وخلال سنة ولد ابنهم بيتر سكوت الذي أصبح مشهورًا في الرسم وحفظ الأعمال الفنية.
رافقت سكوت زوجها في يوليو من عام 1910 إلى نيوزلندا لتودعه قبل رحلته إلى القطب الجنوبي في أكتوبر من ذلك العام وأمضوا أسبوعين سويًا في ليتلتون الواقعة على الجزيرة الجنوبية قبل أن يغادر الكابتن سكوت مع طاقمه في 29 نوفمبر. عادت سكوت إلى إنجلترا بعد توقفاتها المطولة في أستراليا ومصر ووصلت إلى دوفر في فبراير من عام 1911. يقال إنها أقامت علاقة غرامية لفترة قصيرة أثناء غياب زوجها مع المستكشف النرويجي فريدتجوف نانسين بينما أنكر آخرون هذا الأمر.